# Isoetes mourabaptistae
Isoetes mourabaptistae är en kärlväxtart som beskrevs av J.B.S.Pereira, P. G. Windisch, M.L.Lorscheitter och Labiak. Isoetes mourabaptistae ingår i släktet braxengräs, och familjen Isoetaceae. Inga underarter finns listade i Catalogue of Life.